# Yūichi Nakamura
Yūichi Nakamura (中村 悠一?, Nakamura Yūichi; Prefettura di Kagawa, 20 febbraio 1980) è un doppiatore giapponese.
È noto per aver doppiato Satoru Gojo in Jujutsu Kaisen, Bruno Bucciarati in Le Bizzarre Avventure di JoJo, Gray Fullbuster in Fairy Tail e Greed in Fullmetal Alchemist: Brotherhood. È considerato uno dei seiyu più talentuosi e versatili della sua generazione. Attualmente lavora per la compagnia Sigma Seven.

## Ruoli

### 1998
- Maledetti scarafaggi, Jack

### 2000
- Yu-Gi-Oh! (2000), Ryuzaki

### 2001
- Webdiver, Griffion, Ligaon, Raada
- Il principe del tennis (2001), Ginka Center member 1

### 2003
- Crush Gear Nitro (2003), Hugo
- E'S (2003), Guerrilla, Man, Teoerrorno
- Zatch Bell! (2003), Tsaoron
- Hoop Days (2003), Satoru Nagase

### 2004
- Shura no toki (2004), Okita Souji (Third division)
- Bleach (2004), Tesla (Arrancar), Muramasa

### 2006
- Gakuen Heaven (2006), Ishizuka
- Kiba (2006), agente di polizia
- Glass Fleet (2006), Laquld
- Black Lagoon (2006), Meyer
- Honey and Clover II (2006), Studente, personaggi vari
- Ramen Fighter Miki (2006), Akihiko Ohta
- Black Lagoon: The Second Barrage (2006), Botrovski, Hanada (ep 21-22), Moretti, Vasilinov (ep 24)
- Hell Girl (2006), Criminale (ep 2)

### 2007
- Nodame Cantabile (2007), Kazushi Iwai, personaggi vari
- Kono Aozora ni Yakusoku wo: Yōkoso Tsugumi Ryō e (2007), Wataru Hoshino
- Engage Planet Kiss Dum (2007), Syuu Nanao
- Big Windup! (2007), Takaya Abe
- Sky Girls (2007), Homare Moriyama
- Ayakashi Ayashi: Ayashi Divine Comedy (2007), Misawa Teizan
- Nôgami Neuro investigatore demoniaco (2007), Tetsuyuki Homura (ep 16)
- Mokke (2007), Takanashi (ep 5)
- Clannad (2007), Tomoya Okazaki
- Shugo Chara - La magia del cuore (2007), Ikuto Tsukiyomi
- Mobile Suit Gundam 00 (2007), Graham Aker
- Prism Ark (2007), Judas
- Kara no Kyoukai - the Garden of sinners (2007), Kouhei
- Tokyo Marble Chocolate (2007), Yamada
- Kamen Rider Den-O (2007), Kamen Rider Zeronos

### 2008
- Macross Frontier (2008), Alto Saotome
- Blassreiter (2008), Bradley Guildford
- Neo Angelique Abyss (2008), Jet
- Wagaya no Oinari-sama. (2008), Kūgen Tenko (versione maschile)
- Zettai karen children (2008), Kōichi Minamoto,
- Neo Angelique Abyss: Second Age (2008), Jet
- Clannad After Story (2008), Tomoya Okazaki
- Linebarrels of Iron (2008), Reiji Moritsugu
- Shugo Chara!! Doki— (2008), Ikuto Tsukiyomi
- Inazuma Eleven (2008), Koujirou Genda, Jin Kageno, Mark Kruger
- Mobile Suit Gundam 00 Second Season (2008), Graham Aker, Mister Bushido

### 2009
- Basquash! (2009), Iceman Hotty
- Fullmetal Alchemist: Brotherhood (2009), Greed
- Shangri-La (2009), Leon Imaki
- Fairy Tail (2009), Gray Fullbuster
- Kimi ni todoke (2009), Ryū Sanada
- Tatakau Shisho - The Book of Bantorra (2009), Volken
- Macross Frontier ~Itsuwari no Utahime~ (2009), Alto Saotome
- Kamen Rider Decade (2009), Kamen Rider Zeronos

### 2010
- Dance in the Vampire Bund (2010), Akira Kaburagi
- Durarara!! (2010), Kyohei Kadota
- Shugo Chara - La magia del cuore (2010), Ikuto Tsukiyomi
- Ookiku Furikabutte ~Natsu no Taikai Hen~ (2010), Takaya Abe
- Arakawa Under the Bridge (2010), Last Samurai
- Break Blade (2010), Hodr
- Starry☆Sky (2010), Kazuki Shiranui
- Macross Frontier ~Itsuwari no Utahime~ (2010), Alto Saotome
- Mobile Suit Gundam 00 The Movie: Awakening of the Trailblazer (2010), Graham Aker
- Zettai karen children OVA (2010), Kōichi Minamoto, Theme Song Performance
- Ore no Imōto ga Konna ni Kawaii Wake ga Nai (2010), Kyousuke Kousaka
- Shinryaku! Ika Musume (2010), Gorō Arashiyama
- Togainu no chi (2010), Tomoyuki
- Princess Resurrection OVA (2010), Kizaia

### 2011
- Bakugan: Gundalian Invaders (2011), Captain Elright
- Arrivare a te (2011), Ryū Sanada
- Macross Frontier: Sayonara no Tsubasa (2011), Alto Saotome
- Starry Sky (2011), Shiranui Kazuki
- Sekai-ichi Hatsukoi (2011), Yoshiyuki Hatori
- Fairy Tail (2011), Gray Fullbuster, Gray Surge
- Fairy Tail OVA (2011), Gray Fullbuster
- Senjou no Valkyria 3: Tagatame no Juusou (2011), Kurt Irving
- Itsuka Tenma no Kuro Usagi (2011), Gekkou Kurenai
- Naruto Shippuden (2011), Muku
- Uta no Prince-sama: Maji Love 1000%, Ringo Tsukimiya

### 2012
- Hyouka (2012), Houtarou Oreki
- Natsuyuki Rendezvous (2012), Ryōsuke Hazuki
- Aquarion Evol, Towano Mykage
- Btooom!, Nobutaka Oda
- Fairy Tail The Movie: Phoenix Priestess (2012), Gray Fullbuster
- Little Battlers eXperience, Uzaki Takuya

### 2013
- Battle Spirits Saikyō Ginga Ultimate Zero, Rei the Number One Star
- Karneval, Jiki
- Log Horizon, William Massachusetts
- Gundam Build Fighters, Ricardo Fellini
- Danball senki W, Uzaki Takuya
- Magi: The Labyrinth of Magic, Kouen Ren

### 2014
- L'assistente del mese - Gekkan shojo Nozaki kun, Umetarou Nozaki
- Fairy Tail (2014), Gray Fullbuster
- Hamatora, Ratio
- Nobunaga Concerto, Kinoshita Tōkichirō
- Tokyo Ghoul, Renji Yomo
- Haikyū!!, Kuroo Tetsurō
- Ridendo tra le nuvole, Kumoh Tenka
- Danball senki wars, Fujin Kaito
- The Irregular at Magic High School, Tatsuya Shiba

### 2015
- High School DxD, Sairaorg Bael
- Seraph of the End, Guren Ichinose
- Mr. Osomatsu, Karamatsu Matsuno

### 2016
- Mahō tsukai Pretty Cure!, Kushy
- One-Punch Man, Spatent Rider

### 2017
- Gekijōban mahōka kōkō no rettōsei: Hoshi o yobu shōjo, Tatsuya Shiba[1]
- Elegant Yokai Apartment Life, Mizuki Hase
- Miss Kobayashi's Dragon Maid, Makoto Takiya
- Ani ni tsukeru kusuri wa nai!, Shí Fēn

### 2018
- High School DxD, Sairaorg Bael
- Tada-kun wa koi wo shinai, Tada Mitsuyoshi
- Le bizzarre avventure di JoJo: Vento Aureo, Bruno Bucciarati
- Goblin Slayer, Nano Mago
- Liz e l'uccellino azzurro, Masahiro Hashimoto

### 2019
- Psycho Pass, Kei Ignatov
- My Hero Academia, Keigo Takami (Hawks)
- How Heavy Are the Dumbbells You Lift?, Jason Sgatham
- Dr. Stone, Tsukasa Shishio
- Dororo, Saburota

### 2020
- The Irregular at Magic High School, Tatsuya Shiba
- Jujutsu kaisen - Sorcery Fight, Satoru Gojo

### 2021
- Shaman King (serie 2021), Marco Lasso
- Mahōka kōkō no yūtōsei e Mahouka Koukou no Rettousei: Tsuioku-hen, Tatsuya Shiba
- Jujutsu Kaisen 0, Satoru Gojo
- Mieruko-chan (Zen Tohno)[2]

### 2022
- Blue Lock, Ryusei Shidou
- RWBY: Ice Queendom, Adam Taurus
- Tokyo Mew Mew New, Ryō Shirogane
- Lamù e i casinisti planetari - Urusei yatsura, Rupa

### 2023
- Record of Ragnarok, Buddha
- Rurouni Kenshin (serie 2023), Seijūrō Hiko
- Undead Unluck, Andy e Victor
- Scott Pilgrim - La serie, Lucas Lee
- La principessa sacrificale e il re delle bestie, Fenrir

### 2024
- Kinnikuman Perfect Origin Arc, Kinnikuman Super Phoenix
- Wonderful Pretty Cure! The Movie! Dokidoki ♡ game no sekai de daibōken, Daifuku
- Il Signore degli Anelli - La guerra dei Rohirrim, Fréaláf Hildeson

### 2025
- To Be Hero X, Ghostblade[3]
- Bullet/Bullet, Batting Center Saito

## Drama CD
- angelica monologue (Sakutarou Hagiwara)
- Barajou no Kiss (Kaede Higa)
- Bokutachi to Chuuzai-san no 700-nichi Sensou (Saijou)
- Cherry Boy Sakuen (Momiji Nakakita)
- Corpse Party Blood Covered (Yoshiki Kishinuma)
- DeadLock (Yuuto Lenix)
- DeadHeat (Yuuto Lenix)
- DeadShot (Yuuto Lenix)
- Fujoshi Rumi (Shunsuke Chiba)
- Kaichou wa Maid-sama (Kurotatsu)
- Karneval (Jiki)
- Ketsuekigata Danshi (Hibiki Akabane)
- Kizuna IV (Harada)
- Kuranoa (Shou Kitajima)
- Kuro Bara Alice (Dimitri Lewandowski)
- Kyuuso Ha Cheese no Yume Omiru (Ootomi Kyouichi)
- Love Neco (Yabuki Eiji)
- Love Recipe ~Henna Essence~ (Seiji Igarashi)
- Migawari Hakushaku no Bouken (Richard Radford)
- MR.MORNING (Miguel Wiseman)
- S.L.H - Stray Love Hearts! (Cain Kumoide)
- Seven Days (Yuzuru Shino)
- Soujo no Koi wa Nido Haneru (Ootomi Kyouichi)
- Starry☆Sky (Kazuki Shiranui)
- Strobe Edge (Ren Ichinose)
- Tindharia no Tane (Fizz Valerian)
- Voice Calendar Story of 365 days (GIN·RUMMY)

## Videogiochi
- 2nd Super Robot Wars Original Generation (Joshua Radcliff)
- 7th Dragon 2020 (Unit 13)
- 7th Dragon III Code: VFD (Unit 13, Yuma)
- Arc Rise Fantasia (L'Arc Bright Lagoon)
- Arcana Famiglia (Luca)
- Armen Noir (Crimson)
- Avalon Code (Rex/Georg)
- BlazBlue: Calamity Trigger (Hazama/Yuuki Terumi)
- BlazBlue: Continuum Shift (Hazama/Yuuki Terumi)
- BlazBlue: Chrono Phantasma (Hazama/Yuuki Terumi)
- BlazBlue: Central Fiction (Hazama, Yuuki Terumi)
- BlazBlue: Cross Tag Battle (Hazama)
- BlazBlue Alternative: Dark War (Hazama, Kazuma Kval, Yuuki Terumi)
- Blazer Drive (Shiroh)
- Bloody Call (Reimei)
- Chaos Rings II (Dawin)
- Chocobo's Mystery Dungeon EVERY BUDDY! (Cid)
- Corpse Party: Blood Covered (Kishinuma Yoshiki)
- Dear Girl ~Stories~ Hibiki – Hibiki Tokkun Daisakusen! (Ryou)
- Daemon Bride (Asmodeus/Souya Tachibana)
- Digimon Story: Cyber Sleuth - Hacker's Memory (Ryuji Mishima)
- Dissidia Final Fantasy Opera Omnia (Cid Raines, Trey, Thancred)
- Dragon Marked for Death (Guerriero)
- Dragon Quest XI S: Echi di un'era perduta - Edizione Definitiva (Petruzzu, Bugah)
- Dragon Quest Treasures (Vari mostri)
- Dynasty Warriors: Gundam 3 (Mister Bushido)
- Fantasy Life i: La ragazza che ruba il tempo (Fang, Flamel)
- Fatal Fury: City of the Wolves (Kain R. Heinlein)
- Fate/Grand Order (Archer/David)
- Final Fantasy XIII (Cid Raines)
- Final Fantasy Type-0 (Trey)
- Final Fantasy XIV: A Realm Reborn (Thancred)
- Final Fantasy XIV: Heavensward (Thancred)
- Final Fantasy XV (Ravus Nox Fleuret)
- Final Fantasy XIV: Stormblood (Soroban, Thancred)
- Final Fantasy XIV: Shadowbringers (Thancred)
- Final Fantasy XIV: Endwalker (Thancred, Soroban)
- Final Fantasy XVI (Dion Lesage)
- Final Fantasy XIV: Dawntrail (Thancred)
- Fire Emblem: Fates (Ryoma)
- Fire Emblem Heroes (Ryoma, Lyon, Fomortiis)
- Fire Emblem Warriors (Ryoma)
- Fist of the North Star: Lost Paradise (Targa)
- Galaxy Angel II: Eigo Kaiki no Koku (Hibiki)
- Galaxy Angel II: Mugen Kairo no Kagi (Hibiki)
- Galaxy Angel II: Zettai Ryouiki no Tobira (Hibiki)
- Gintama Rumble (Kintoki Sakata)
- Granblue Fantasy (Romeo, Tsubasa, Satoru Gojo)
- Gundam Breaker 4 (Mashima)
- Himehibi -New Princess Days- Zoku! Nigakki (Ken Koizumi)
- Initial D Arcade Stage 8 Infinity (Rin Hojo)
- Jingi naki Otome (Ryu Nayuta)
- JoJo's Bizarre Adventure: All Star Battle (Narciso Annasui)
- JoJo's Bizarre Adventure: Eyes of Heaven (Narciso Annasui)
- JoJo's Bizarre Adventure: All Star Battle R (Bruno Bucciarati)
- Jujutsu Kaisen Cursed Clash (Satoru Gojo)
- Kamen Rider: Memory of Heroez (Kamen Rider Eternal)
- Konjiki no Gash Bell!! (Tsaoron)
- Lamento - Beyond the Void - (Ul)
- Last Escort -Club Katze- (Rei)
- Lightning Returns: Final Fantasy XIII (Cid Raines)
- Like a Dragon: Ishin! (Susumu Yamazaki)
- Like a Dragon: Infinite Wealth (Joon-gi Han (Imitatore))
- Live A Live (Remake) (Oersted, Odio)
- Lufia: Curse of the Sinistrals (Maxim)
- Lux-Pain (Akira Mido)
- Luminous Arc 3: Eyes (Dino)
- Metal Gear Rising: Revengeance (Kevin Washington)
- Metaphor: ReFantazio (Louis Guiabern)
- ~miyako~ (Seimei)
- Mind Zero (Leo Asahina)
- My Hero: One's Justice 2 (Hawks)
- Naruto x Boruto Ultimate Ninja Storm Connections (Koji Kashin)
- One Punch Man: A Hero Nobody Knows (Spatent Rider)
- One Punch Man: Road to Hero (Spatent Rider)
- Onmyōdō (Shiro Doji)
- Project X Zone (Kurt Irving)
- Renai Bancho (Tsundere Bancho)
- Resident Evil: Operation Raccoon City (Vector)
- Rise of the Ronin (Toshizo Hijikata)
- Rodea the Sky Soldier (Rodea)
- Romancing SaGa 2: Revenge of the Seven (Wagnas)
- Sekirei: Gifts from the Future (Reiji Koya)
- Sengoku Basara 4 (Shima Sakon)
- Sengoku Basara Sanada Yukimura-den (Shima Bakon)
- Seraph of the End: The Origin of Fate (Guren Ichinose)
- Shin Megami Tensei: Strange Journey Redux (George)
- Shining Resonance (Lestin Serra Alma)
- Shining Resonance Refrain (Lestin Serra Alma)
- Shitsuji Tachino Ren'ai Jijou (Wolfgang Leinsdorf)
- SINoALICE (Reinhard van Astrea)
- Soul Hackers 2 (Maschera di ferro/Paul Taylor)
- Starry☆Sky (Kazuki Shiranui)
- Street Fighter IV (Fei Long)
- Star Ocean: Integrity and Faithlessness (Victor Oakville)
- Summon Night 3 (Phlaiz)
- Super Robot Wars OG Saga: Endless Frontier EXCEED (Rig the Guard, Pete Pain)
- Super Robot Wars Z2: Destruction Chapter (Graham Aker, Alto Saotome)
- Super Robot Wars Z2: Rebirth Chapter (Mister Bushido, Alto Saotome)
- Super Robot Wars Z3: Hell Chapter (Graham Aker, Alto Saotome, Mykage Towano)
- Super Robot Wars Z3: Heaven Chapter (Graham Aker, Nigel Garrett, Alto Saotome, Mykage Towano)
- Super Robot Wars V (Graham Aker, Nigel Garrett)
- Super Robot Wars 30 (Caruleum Vaull, Masters, Horatio Kojass)
- Tactics Ogre: Reborn (Canophus Wolph)
- Tales of Symphonia (Additional Voices)
- Tales of the Rays (Zephyr)
- The Great Ace Attorney: Adventures (Kazuma Asogi)
- The Great Ace Attorney 2: Resolve (Kazuma Asogi)
- Togainu no chi (Tomoyuki)
- Tokimeki Memorial 4 (Tadashi Nanakawa)
- Tokyo Ghoul: Jail (Renji Yomo)
- Tokyo Mirage Sessions ♯FE (Barry Goodman)
- Tomoyo After: It's a Wonderful Life CS Edition (Tomoya Okazaki)
- Trials of Mana (Crimson Wizard)
- Triangle Strategy (Roland Glenbrook)
- Tsukumonogatari (Hiroshi Ito)
- Valkyria Chronicles III (Kurt Irving)
- Valkyrie Profile 2: Silmeria (Rufus)
- War of the Visions: Final Fantasy Brave Exvius (Thancred)
- Xenoblade Chronicles 2 (Malos)
- Xenoblade Chronicles 2: Torna - The Golden Country (Malos)
- Xenoblade Chronicles X (Gwin Evans)
- Yakuza 6: The Song of Life (Joon-gi Han)
- Yakuza: Like a Dragon (Joon-gi Han (Imitatore))
- Yu-Gi-Oh! Duel Links (Ryuzaki)

## Doppiaggio
- Sonic - Il film, Sonic - Il film 3, Sonic 3 - Il film (Tom Wachowski (James Marsden)